# Silvina Moschini
Silvina Moschini (Tandil, Argentina, 1972) es una empresaria tecnológica argentina. Es ampliamente reconocida como una experta en innovación, emprendimiento y finanzas digitales en América Latina y el mundo y en 2020 se convirtió en la primera mujer latina en liderar una empresa unicornio.

### Primeros años
Moschini se graduó en Relaciones Públicas en la Universidad Argentina de la Empresa (UADE) y completó estudios de posgrado en la Universidad de Houston, en la Universidad de Nueva York y en Italia (en la Libera Universitá di Lingue e Comunizacione y en la  Universitá Luigi Bocconi, ambas en Milán). Dio sus primeros pasos profesionales en compañías como Visa, Compaq y Patagon.
En 2012 fundó junto a Alex Konanykhin la empresa Transparent Business, una plataforma de trabajo remoto que nueve años después, en medio de la virtualización impulsada por la pandemia, alcanzaría la categoría de “unicornio”.

### Trabajo remoto y brecha de género
Desde su posición de liderazgo en Transparent Business pero sobre todo a partir de lanzamiento de la plataforma She Works! en 2017, Moschini ha sido reconocida en múltiples oportunidades por contribuir a acortar la brecha de género en entornos laborales virtuales.
En 2019, recibió el galardón Equals in Tech, por el impacto de She Works! a la hora de dar oportunidades laborales flexibles a todas las mujeres. De acuerdo a Equals in Tech, la plataforma She Works! abordó la cuestión del desempleo femenino "al ayudar a las mujeres de más de 70 países a acceder a formación en línea y encontrar empleos flexibles y remotos" gracias a la utilización de "tecnología en la nube, algoritmos de aprendizaje automático y ciencia de datos".
La plataforma, definida por el diario El País como "un Tinder para unir mujeres y empresas"  también fue reconocida por el gobierno de Colombia, que la integró oficialmente al Servicio Nacional de Aprendizaje  para impartir conocimientos en habilidades digitales a unas 15.000 mujeres colombianas.
En 2020, Moschini fue una de la ganadoras del "Premio Mujer STEM 2020" en el marco del SAP Women Leaders Summit organizado por la compañía tecnológica alemana SAP. La distinción destacó a Moschini por crear "una plataforma innovadora que utiliza tecnología para cerrar la brecha de género conectando talento femenino con importantes empresas en un modelo de trabajo remoto y flexible".
La organización Women In Tech ha reconocido a Moschini como experta en temas relacionados al empoderamiento económico femenino, activos económicos digitales, desarrollo de ecosistemas basados en la nube e impacto económico global. 

### Emprendedorismo e innovación
Como impulsora del poder de la tecnología en pos de la igualdad de género en materia económica y financiera, Moschini ha desarrollado una vasta experiencia como conferencista en eventos internacionales como Women 20 (en la Cumbre del G20 de Buenos Aires) y en iniciativas de ONU Mujeres como "Inversionistas por la Igualdad".

### Televisión

#### Escuela Imparables
En 2023, Moschini participó como mentora principal de Escuela Imparables, un reality show de E! Entertainment conducido por Laura Tobón. En el programa, protagonizado por mujeres emprendedoras, Moschini lideró sesiones de capacitación y asesoramiento relacionados con el empoderamiento financiero pero también con conceptos más generales relativos a habilidades como el liderazgo y la resiliencia. 

#### Unicorn Hunters
Artículo principal Unicorn Hunters
Desde 2021, Moschini es una de las caras visibles de Unicorn Hunters, un reality show en el que los participantes, líderes de emprendimientos que presentan productos o servicios innovadores, deben obtener financiamiento para alcanzar el estatus de “empresa unicornio".
En el programa, definido como pionero del género “enrichtainment”, Moschini integra el llamado del "Círculo del Dinero", un panel de expertos destacados cuyo objetivo es evaluar el potencial éxito de los proyectos presentados. Entre las personalidades de ese jurado se encuentran Steve Wozniak, Moe Vela, Rosie Rios, Alex Konanykhin y Chris Diamantopoulos.
Por las repercusiones del programa, muchos medios han bautizado a Moschini como “cazadora de unicornios”  Aunque Moschini no contradice la definición original de unicornio propuesta por Eileen Lee en 2013, amplía este concepto destacando que todas las compañías unicornio tienen tres elementos en común: “son disruptivas, resuelven un problema global y están lideradas con pasión".

### Criptomonedas
Moschini ha incursionado de manera directa en el ecosistema de las criptomonedas a partir del lanzamiento de Unicoin. Simultáneamente, se ha consolidado como una analista de los mercados de activos digitales y del futuro del dinero.
En términos generales, su punto de vista sobre las criptodivisas es favorable a las regulaciones y el respaldo en activos, abogando por la adopción generalizada, por el incentivo de la educación financiera en materia de divisas digitales y por la integración de las criptomonedas en las finanzas tradicionales.

### Problemas con la justicia
La Comisión de Valores Estadounidense (SEC) denunció a Unicoin y sus tres principales directivos Alex Konanykhin, Alex Domínguez y Silvina Moschini, por fraude en al menos 100 millones de dólares estadounidenses. 
Mark Cave, director asociado de la División de Cumplimiento de la SEC, sostuvo que los tres “perpetraron el fraude, y la acción de la SEC exige responsabilidades por su conducta”. "“Sostenemos que Unicoin y sus ejecutivos explotaron a miles de inversores con promesas ficticias de que sus tokens, una vez emitidos, estarían respaldados por activos reales, incluyendo una cartera internacional de valiosas propiedades inmobiliarias” | 

### Reconocimientos
- Equals in Tech 2019 [37][38]
- Mujer STEM 2020 [39]
- Hispanic Digital Awards 2020 [40]
- Women in Tech Top Speaker 2023 [41]
- Mujer de la Década - World Economic Forum [4]
- BAI Global Innovation Award 2023 [42]
- Woman of the Year in Disruptive Technologies by UN Women[43][44]